# Alessandro Corona
Alessandro Corona   (Lanciano, 9 de gener de 1972) és un remer italià, ja retirat, que va competir durant les dècades de 1990 i 2000.
El 1992 va prendre part en els Jocs Olímpics d'Estiu de Barcelona, on guanyà la medalla de bronze en la prova del quàdruple scull del programa de rem. Formà equip amb Gianluca Farina, Rossano Galtarossa i Filippo Soffici. Posteriorment va disputar tres Jocs Olímpics d'Estiu més, el 1996, 2000 i 2004, on destaquen la quarta posició el 1996, en el quàdruple scull, i 2000, en el vuit amb timoner.
En el seu palmarès també destaquen set medalles al Campionat del Món de rem, quatre d'or, una de plata i dues de bronze, sempre en el quàdruple scull, entre les edicions del 1991 i 1998. També guanyà dues medalla d'or als Jocs del Mediterrani, el 1991 i 1993.